# Gran Premio di superbike di Brands Hatch 1993
Il Gran Premio di Superbike di Brands Hatch 1993 è stata la prima prova su tredici del Campionato mondiale Superbike 1993, è stato disputato il 9 aprile sul Circuito di Brands Hatch e ha visto la vittoria di Giancarlo Falappa in gara 1, lo stesso pilota si è ripetuto anche in gara 2.
Per quanto sia stato disputato su un circuito britannico, la gara valeva come prova disputata in Irlanda e, curiosamente, è stata disputata di venerdì.

## Risultati

### Gara 1

#### Arrivati al traguardo[3]
| Pos. | Nº | Pilota             | Motocicletta | Tempo     | Griglia | Punti |
| ---- | -- | ------------------ | ------------ | --------- | ------- | ----- |
| 1º   | 9  | Giancarlo Falappa  | Ducati       | 41:21.120 | 4º      | 20    |
| 2º   | 11 | Scott Russell      | Kawasaki     | +0:36.840 | 1º      | 17    |
| 3º   | 46 | Brian Morrison     | Kawasaki     | +0:37.810 | 7º      | 15    |
| 4º   | 15 | Adrien Morillas    | Kawasaki     | +1:01.390 | 19º     | 13    |
| 5º   | 6  | Aaron Slight       | Kawasaki     | +1:23.330 | 3º      | 11    |
| 6º   | 7  | Stéphane Mertens   | Ducati       | +1:28.300 | 6º      | 10    |
| 7º   | 27 | Fred Merkel        | Yamaha       | +1:43.940 | 20º     | 9     |
| 8º   | 35 | Mark Farmer        | Kawasaki     | +1 giro   | 12º     | 8     |
| 9º   | 47 | David Jefferies    | Yamaha       | +1 giro   | 27º     | 7     |
| 10º  | 54 | Tripp Nobles       | Honda        | +1 giro   | 29º     | 6     |
| 11º  | 16 | Juan Garriga       | Ducati       | +1 giro   | 16º     | 5     |
| 12º  | 72 | Valerio Destefanis | Yamaha       | +1 giro   | 33º     | 4     |
| 13º  | 34 | Mauro Lucchiari    | Ducati       | +1 giro   | 15º     | 3     |
| 14º  | 42 | Hervé Moineau      | Suzuki       | +1 giro   | 25º     | 2     |
| 15º  | 38 | Beni Metzger       | Yamaha       | +1 giro   | 26º     | 1     |
| 16º  | 33 | Johnny Verwijst    | Kawasaki     | +1 giro   | 35º     |       |
| 17º  | 5  | Fabrizio Pirovano  | Yamaha       | +1 giro   | 10º     |       |
| 18º  | 70 | Aldeo Presciutti   | Ducati       | +2 giri   | 30º     |       |
| 19º  | 40 | Udo Mark           | Yamaha       | +2 giri   | 18º     |       |

#### Ritirati
| Nº | Pilota               | Motocicletta | Giri     | Griglia |
| -- | -------------------- | ------------ | -------- | ------- |
| 10 | Piergiorgio Bontempi | Kawasaki     | +5 giri  | 9º      |
| 53 | Michael Rutter       | Kawasaki     | +8 giri  | 24º     |
| 14 | Christer Lindholm    | Yamaha       | +11 giri | 17º     |
| 69 | James Whitham        | Yamaha       | +13 giri | 5º      |
| 17 | Baldassarre Monti    | Ducati       | +14 giri | 2º      |
| 20 | Jeffry de Vries      | Yamaha       | +14 giri | 32º     |
| 30 | Ernst Gschwender     | Kawasaki     | +15 giri | 28º     |
| 77 | Robert McElnea       | Yamaha       | +18 giri | 11º     |
| 43 | Jamie Patterson      | Kawasaki     | +19 giri | 36º     |
| 59 | Alex Buckingham      | Yamaha       | +20 giri | 31º     |
| 55 | Matt Llewellyn       | Kawasaki     | +20 giri | 23º     |
| 8  | Daniel Amatriaín     | Ducati       | +21 giri | 21º     |
| 71 | Robert Dunlop        | Ducati       | +21 giri | 22º     |
| 41 | Ray Stringer         | Kawasaki     | +21 giri | 13º     |
| 32 | Terry Rymer          | Yamaha       | +22 giri | 14º     |
| 4  | Carl Fogarty         | Ducati       | +22 giri | 8º      |
| 60 | John Barton          | Kawasaki     | +22 giri | 34º     |

### Gara 2

#### Arrivati al traguardo[4]
| Pos. | Nº | Pilota             | Motocicletta | Tempo     | Griglia | Punti |
| ---- | -- | ------------------ | ------------ | --------- | ------- | ----- |
| 1º   | 9  | Giancarlo Falappa  | Ducati       | 43:03.340 | 4º      | 20    |
| 2º   | 11 | Scott Russell      | Kawasaki     | +0:19.010 | 1º      | 17    |
| 3º   | 5  | Fabrizio Pirovano  | Yamaha       | +0:21.940 | 10º     | 15    |
| 4º   | 7  | Stéphane Mertens   | Ducati       | +0:22.160 | 6º      | 13    |
| 5º   | 32 | Terry Rymer        | Yamaha       | +0:28.650 | 14º     | 11    |
| 6º   | 6  | Aaron Slight       | Kawasaki     | +0:51.320 | 3º      | 10    |
| 7º   | 27 | Fred Merkel        | Yamaha       | +0:53.560 | 20º     | 9     |
| 8º   | 16 | Juan Garriga       | Ducati       | +0:56.390 | 16º     | 8     |
| 9º   | 72 | Valerio Destefanis | Yamaha       | +1:08.860 | 33º     | 7     |
| 10º  | 30 | Ernst Gschwender   | Kawasaki     | +1:17.770 | 28º     | 6     |
| 11º  | 15 | Adrien Morillas    | Kawasaki     | +1:47.380 | 19º     | 5     |
| 12º  | 34 | Mauro Lucchiari    | Ducati       | +1 giro   | 15º     | 4     |
| 13º  | 17 | Baldassarre Monti  | Ducati       | +1 giro   | 2º      | 3     |
| 14º  | 47 | David Jefferies    | Yamaha       | +1 giro   | 27º     | 2     |
| 15º  | 8  | Daniel Amatriaín   | Ducati       | +1 giro   | 21º     | 1     |
| 16º  | 55 | Matt Llewellyn     | Kawasaki     | +1 giro   | 23º     |       |
| 17º  | 60 | John Barton        | Kawasaki     | +2 giri   | 34º     |       |

#### Ritirati
| Nº | Pilota               | Motocicletta | Giri     | Griglia |
| -- | -------------------- | ------------ | -------- | ------- |
| 33 | Johnny Verwijst      | Kawasaki     | +4 giri  | 35º     |
| 53 | Michael Rutter       | Kawasaki     | +7 giri  | 24º     |
| 69 | James Whitham        | Yamaha       | +14 giri | 5º      |
| 54 | Tripp Nobles         | Honda        | +15 giri | 29º     |
| 38 | Beni Metzger         | Yamaha       | +16 giri | 26º     |
| 46 | Brian Morrison       | Kawasaki     | +17 giri | 7º      |
| 70 | Aldeo Presciutti     | Ducati       | +17 giri | 30º     |
| 77 | Robert McElnea       | Yamaha       | +18 giri | 11º     |
| 14 | Christer Lindholm    | Yamaha       | +18 giri | 17º     |
| 35 | Mark Farmer          | Kawasaki     | +19 giri | 12º     |
| 41 | Ray Stringer         | Kawasaki     | +20 giri | 13º     |
| 10 | Piergiorgio Bontempi | Kawasaki     | +21 giri | 9º      |
| 71 | Robert Dunlop        | Ducati       | +22 giri | 22º     |
| 40 | Udo Mark             | Yamaha       | +23 giri | 18º     |
| 42 | Hervé Moineau        | Suzuki       | +23 giri | 25º     |
| 43 | Jamie Patterson      | Kawasaki     | +23 giri | 36º     |
| 20 | Jeffry de Vries      | Yamaha       | +24 giri | 32º     |